# Aanslagen in Christchurch op 15 maart 2019
De aanslagen in Christchurch waren een terroristische aanslag op twee moskeeën in de stad Christchurch in Nieuw-Zeeland op 15 maart 2019. Er vielen 51 doden en veertig gewonden, de dodelijkste schietpartij in Nieuw-Zeeland in de moderne tijd. De Australiër Brenton Tarrant werd kort na de aanslag aangehouden en in augustus 2020 veroordeeld tot een levenslange gevangenisstraf zonder kans op vroegtijdige vrijlating.

## Gebeurtenissen

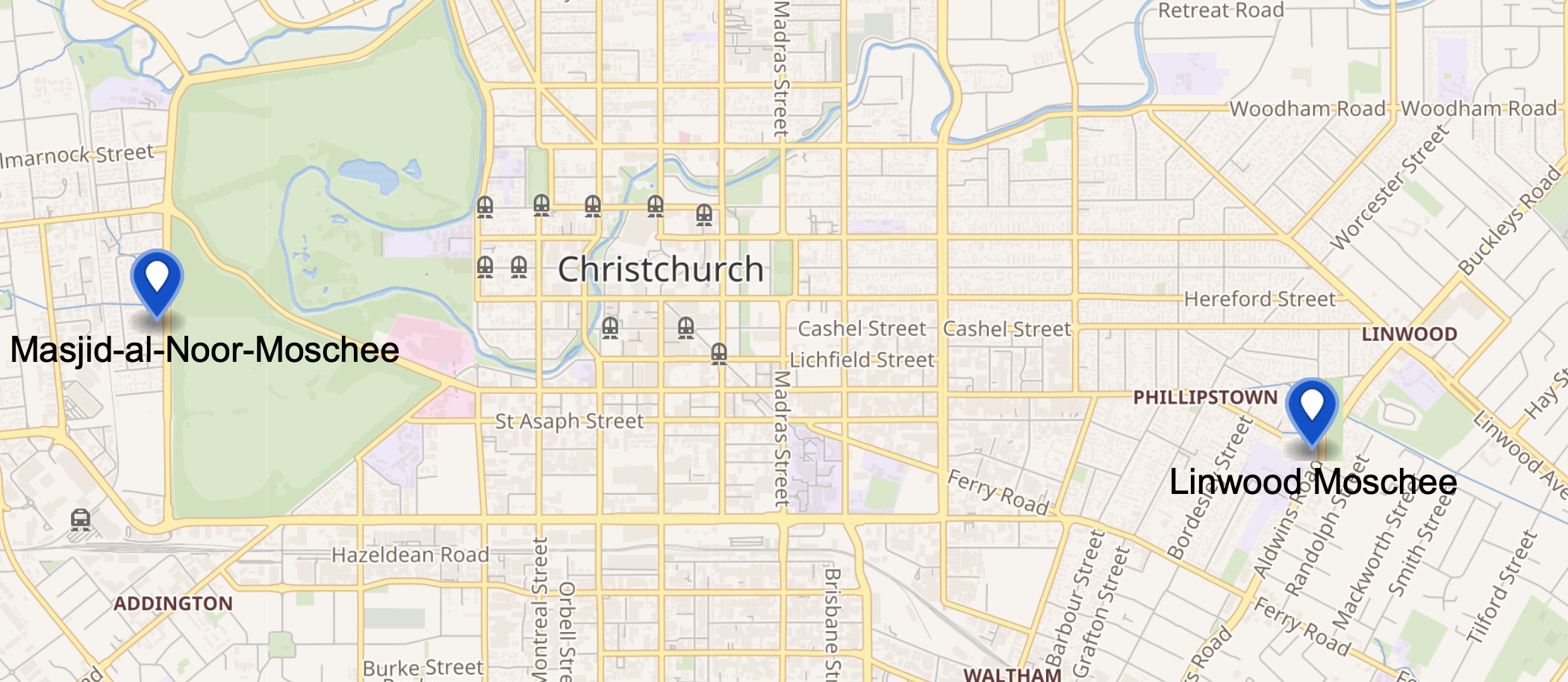
Locaties van de aanslagen. Met links de Masjid al-Noor-moskee en rechts de Linwood Masjid-moskee.

De aanslag begon om 13:40 lokale tijd tijdens het vrijdaggebed. Brenton Tarrant, een Australische terrorist van 28 jaar van wie bekend was dat hij extreemrechtse ideeën had, begon te schieten in de Masjid al-Noor-moskee (Hagley Park). Even later (rond 14:11) volgde een schietpartij in de Linwood Masjid-moskee (Linwood). Tarrant toonde zijn acties via livestreaming rechtstreeks op sociale media. Bij de schietpartij in de moskee kwamen 44 mensen om het leven.
Bij de tweede moskee werd de gehelmde schutter verjaagd nadat hij zeven nieuwe dodelijke slachtoffers maakte. Abdul Aziz, een 48-jarige Afghaan, gooide met een leeggeschoten wapen het autoraam van de terrorist kapot terwijl deze nieuwe wapens aan het nemen was. Daarop vluchtte de schutter weg in zijn wagen, mogelijk omdat hij dacht te zijn beschoten. Hij werd opgemerkt door twee agenten in een dienstvoertuig, die hem na een korte achtervolging ramden en overmeesterden.
Om 16:00 meldde de politie dat één schutter was opgepakt. Er werden in totaal vier arrestaties verricht, drie mannen en een vrouw. Een van de arrestanten werd al snel weer vrijgelaten.

### Slachtoffers
De meeste slachtoffers waren moskeebezoekers oorspronkelijk afkomstig uit Afghanistan, India, Pakistan, Bangladesh en Somalië. Velen van hen waren hun thuisland ontvlucht om een beter bestaan te zoeken in Nieuw-Zeeland. In totaal vielen er 51 doden en 40 gewonden.

## Dader
Brenton Harrison Tarrant was in het verleden werkzaam als fitnessinstructeur. Hij zou tijdens zijn reizen naar Europa en Azië mogelijk zijn geradicaliseerd. Vlak voor de aanslag zette Tarrant een 74 pagina's tellend manifest online, getiteld The Great Replacement (vertaald uit het Engels: "De grote vervanging"), in wat een verwijzing lijkt naar Renaud Camus. In het manifest beschreef Tarrant zichzelf en gaf hij uitleg over zijn daad. Hij zou een gewone jeugd hebben gehad, zonder noemenswaardige problemen. Hij schreef niet te hebben gestudeerd aan een universiteit omdat universiteiten hem niets te bieden hadden.
Tarrant zou actief zijn geweest op anonieme internetfora zoals 8chan en deze hebben gebruikt om zijn extreme overtuigingen te delen en voeden. Op deze fora verspreidde hij zijn manifest en links naar de livestream van zijn daad. Facebook verwijderde in de eerste 24 uur na de aanslag 300.000 video's van de gebeurtenissen en voorkwam 1,2 miljoen uploads. De door de dader gemaakte video is in Nieuw-Zeeland op grond van de Films Videos and Publications Classification Act uit 1993 aangemerkt als verwerpelijk (objectionable). Het bekijken, het bezit en de distributie ervan in dat land is derhalve strafbaar. Ook het bezit en de distributie van het manifest zijn volgens de Nieuw-Zeelandse wet strafbaar. Mensen die het hebben gedownload of hebben afgedrukt, moeten alle kopieën vernietigen.
Een dag na de aanslag werd Tarrant voorgeleid op verdenking van moord. Tarrant ontkende lange tijd verantwoordelijk te zijn voor de aanslag, maar bekende uiteindelijk in maart 2020 schuld. Toen bleek ook dat Tarrant tijdens zijn arrestatie onderweg was naar een derde moskee in Ashburton, om daar nog een aanslag te plegen. Op 27 augustus 2020 werd Tarrant veroordeeld tot een levenslange gevangenisstraf zonder kans op vroegtijdige vrijlating. Het was voor het eerst dat deze straf werd opgelegd in Nieuw-Zeeland.

### Motief
Tarrant zou ervan zijn overtuigd dat de westerse samenleving wordt 'overspoeld' door groepen die daarin niet thuishoren. Met name de geboortecijfers van moslims in Europa, zo schreef hij in zijn manifest, zijn voor hem aanleiding tot het plegen van een aanslag. Tarrant zou zich hebben laten inspireren door Anders Behring Breivik en de aanslag met Breivik hebben besproken, hoewel de advocaat van Breivik het onwaarschijnlijk achtte dat Tarrant en Breivik contact hebben gehad.

## Nasleep

### Reacties
Op zondag 17 maart 2019, twee dagen na de aanslag, vonden overal in Nieuw-Zeeland herdenkingen plaats. De premier van Nieuw-Zeeland, Jacinda Ardern, was onder meer in Christchurch om de nabestaanden te bezoeken en met de moslimgemeenschap te spreken. Ardern verklaarde dat ze nooit de naam van de schutter zou noemen. Ze moedigde Nieuw-Zeelanders aan om juist de namen van zijn slachtoffers te laten weerklinken: "Ik smeek jullie: spreek de namen uit van degenen die we kwijtgeraakt zijn, in plaats van de man die hun levens nam. Hij heeft bekendheid gezocht, maar wij in Nieuw-Zeeland zullen hem niets geven, niet eens zijn naam".
Koningin Elizabeth II, formeel staatshoofd van Nieuw-Zeeland, reageerde "diep bedroefd" en stelde dat "al haar gedachten en gebeden in deze tragische tijd zijn bij alle Nieuw-Zeelanders." Ook in Nederland waren er herdenkingen. Onder meer in Rotterdam op het Schouwburgplein, georganiseerd door de Rotterdamse islamitische partij NIDA en in Amsterdam waar burgemeester Femke Halsema een toespraak hield op de Dam. Tevens was eer een herdenking in de Tweede Kamer.

### Verbod automatische en semi-automatische wapens
De Nieuw-Zeelandse regering kondigde aan dat de wapenwet zou worden aangepast, waarbij alle automatische en semiautomatische wapens zouden worden verboden. Tarrant beschikte sinds 2017 namelijk over een wapenvergunning en had legaal semiautomatische geweren gekocht op een Nieuw-Zeelandse webshop. Mensen die automatische en semiautomatische wapens in bezit hadden moesten deze inleveren bij de politie. De snelle reactie van de regering blies ook over de grenzen de discussies over gun control nieuw leven in, onder meer in de Verenigde Staten.

### Onderzoek
Een onderzoek van de Royal Commission of Inquiry (koninklijke onderzoekscommissie) naar hoe de aanslag heeft kunnen gebeuren en hoe dergelijke aanslagen voortaan kunnen worden voorkomen, werd in december 2020 afgerond. Daarin werd geconcludeerd dat niets de aanslag had kunnen voorkomen, maar dat er in aanloop naar de aanslag wel verschillende fouten zijn gemaakt, waaronder een te grote focus op islamitisch terrorisme. Premier Ardern bood hiervoor haar excuses aan.